# Ochranka

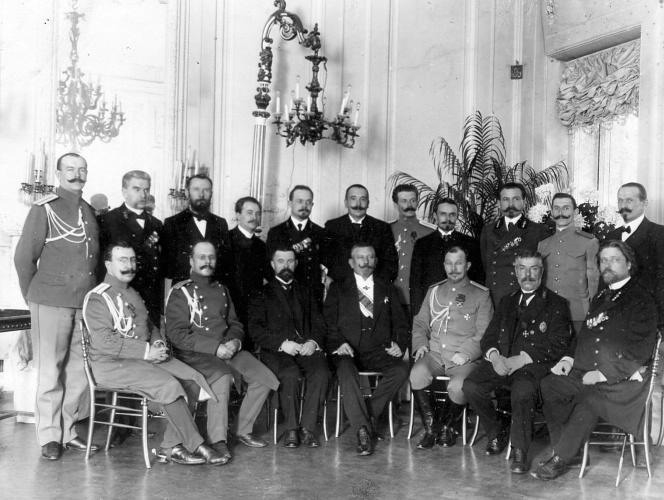
Petrohradská Ochranka z roku 1905

Oddělení pro ochranu pořádku a veřejné bezpečnosti (rusky Отделение по охранению общественной безопасности и порядка), jinak nazýváno Ochranka (Охранкa), byla obávaná tajná politická policie ruského Impéria. Měla za úkol kontrolovat revolucionáře a posílat je před soud.

## Celkový pohled
Ochranka byla vytvořena na ochranu cara, proti politickému terorismu a levicové revoluční aktivitě. Operovala v Rusku i v několika cizích zemích. Od rok 1884 se starala o monitorování aktivit ruských revolucionářů v cizině, nejčastěji v Paříži, kde byl agentem například Pjotr Račkovskij.

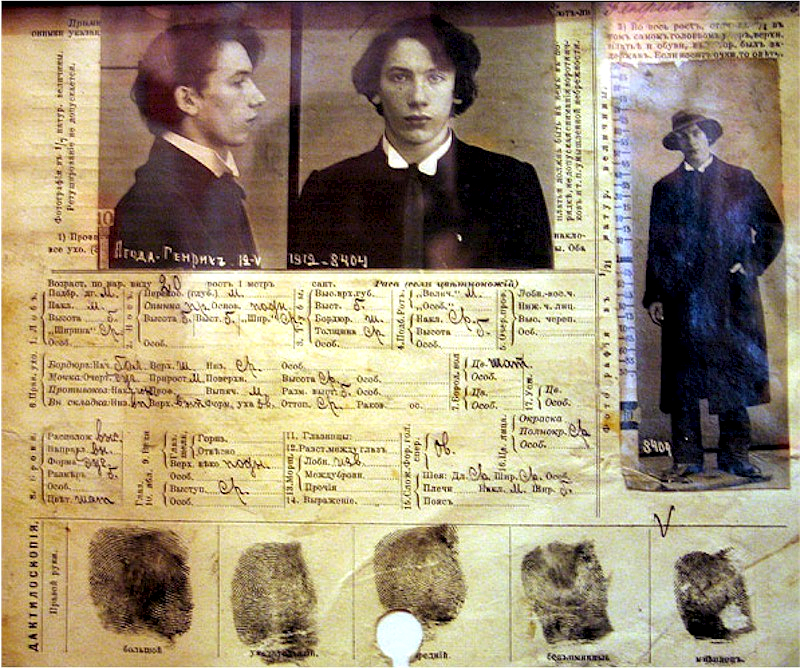
Policejní kartotéka Ochranky z roku 1912. Zobrazeným mužem je Genrich Jagoda.

Ochranka je známa svými agenty-provokatéry, kterými byli např. Jakov Žitomirskij, Jevno Azef, Roman Malinovskij a Dmitrij Bogrov.
Ochranka však často nebrala ohledy ani na své vlastní agenty. Příkladem je krvavá neděle za revoluce roku 1905, kdy během pokojné demonstrace bylo zavražděno carskými důstojníky více než 500 lidí. Pochod organizoval pop Georgij Gapon, spolupracovník Ochranky. Jeho činnost se mu stala nakonec osudnou, roku 1906 ho nechal revolucionář a terorista Boris Savinkov zavraždit. Gaponovým vrahem byl paradoxně jeho blízký přítel Pjotr Rutenberg.

## Historie
Ochranka vznikla v roce 1866 po neúspěšném atentátu na cara Alexandra II. Původní personál měl jen 12 vyšetřovatelů. Po dalším neúspěšném pokusu o atentát roku 1880 byla Ochranka převedena pod pravomoc ministerstva vnitra. Ochranka vytvořila i tzv. Protokoly sionských mudrců, aby obvinily Židy z tehdejších politických i společenských problémů Ruska.
Po revoluci roku 1905 byla aktivita Ochranky zesílena a personál se rozšířil. Noví agenti byli většinou původně revolucionáři. Od této chvíle kontrolovali i aktivity prostých občanů.
Roku 1917 byla Ochranka po únorové revoluci rozpuštěna a roku 1919 byl archiv Ochranky zničen.